# Pierre-Joseph Amoreux
Pierre-Joseph Amoreux est un médecin et un naturaliste français, né en 1741 à Beaucaire et mort en 1824 à Montpellier.

## Biographie
Bibliothécaire à la Faculté de Médecine de Montpellier, il est l’auteur de nombreux ouvrages tant sur la médecine, l’agriculture, la botanique et d’autres sujets d’histoire naturelle. Il a été correspondant de la Société royale d’agriculture de Paris à partir de 1785.
Ce médecin ayant fait diverses expériences pour reconnaître la valeur des eaux de Meynes, il fut amené à conclure dans un mémoire qu'il lut à l'Assemblée publique des sciences de Montpellier, le 8 décembre 1773, que ces eaux n'étaient point minérales et qu'elles ne différaient en rien de l'eau commune. Mais tout en leur refusant la propriété minérale, il ne prétendait point les bannir de l'usage de la médecine. Il estimait, au contraire, qu'étant froides, légères, pénétrantes, elles pouvaient être ordonnées avec succès dans certaines maladies. Amoreux s'appliquait aussi dans ce mémoire à détruire l'erreur où étaient tombés quelques écrivains en localisant des eaux minérales à Meynes, à Montfrin et à Tarascon.

## Publications
- Lettre d’un médecin de Montpellier à un magistrat de la cour des Aides de la même ville et agriculteur, sur la médecine vétérinaire (Montpellier, 1771)
- Essai de bibliographie vétérinaire (ou seconde lettre, contenant la bibliothèque des auteurs vétérinaires) (1773)
- Traité de l'olivier (Veuve Gontier, Montpellier, 1784) où il décrit l’histoire de cet arbre, sa culture, l’extraction de son huile... L’ouvrage est récompensé par l’Académie de Marseille.
- Recherches sur la vie et les ouvrages de Pierre Richer de Belleval, fondateur du jardin botanique, donné par Henri IV à la Faculté de médecine de Montpellier, en 1593, pour servir à l'histoire de cette Faculté et à celle de la botanique (J.-A. Joly, Avignon, 1786).
- Mémoire sur les haies destinées à la clôture des prés, des champs, des vignes et des jeunes bois (Paris, Cruchet, 1787, in-8° ; 2e éd. sous le titre de Traité..., Montpellier, 1809, in-8°). L’ouvrage est récompensé par l’Académie de Lyon en 1784.
- Notice des insectes de la France réputés venimeux (rue et hôtel Serpente, Paris, 1789).
- Mémoire sur la nécessité et les moyens d'améliorer l'agriculture dans le district de Montpellier (Imprimerie révolutionnaire de Bonnariq & Avignon, Montpellier, an II, 1794).
- Avis aux cultivateurs, sur la manière de multiplier la pomme de terre (1795, in-8°).
- Instruction sur la culture du navet (1795, in-8° ; nouvelle édition en 1807, in-12, à 60 et 75 centimes dans le catalogue de Marchant en 1810).
- Essai historique et littéraire sur la médecine des Arabes (A. Ricard, Montpellier, 1805).
- Mémoire sur le bornage ou la limitation des possessions rurales (imprimerie de A. Ricard, Montpellier, 1809).
- Précis historique de l’art vétérinaire, pour servir d’introduction à une bibliographie vétérinaire générale (Montpellier, 1810, in-8°)
- Dissertation historique et critique sur l'origine du cachou (Renaud, Montpellier, 1812).
- Notice historique et bibliographique sur la vie et les ouvrages de Laurent Joubert, chancelier en l'Université de médecine de Montpellier, au XVIe siècle (imprimerie de Tournel, Montpellier, 1814, réédité en 1971 chez Slatkine, Genève).
- Dissertation philologique sur les plantes religieuses (Durville, Montpellier, 1817).
- Revue de l'histoire de la licorne, par un naturaliste de Montpellier (Durville, Montpellier, 1818).
- La Guirlande de Julie, expliquée par de nouvelles annotations sur les madrigaux et sur les fleurs peintes qui la composent (Gabon, Paris, 1824).